# Lac Vanda

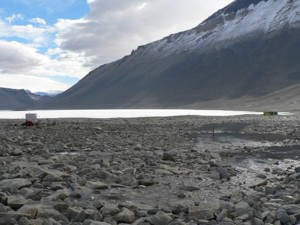
Le lac Vanda au premier plan, l'Onyx au second plan au fond à gauche.

Le lac Vanda est un lac salé situé dans la vallée de Wright, terre Victoria, dans la dépendance de Ross, en Antarctique.
Le lac est long de 5 km et profond au maximum de 69 m. Il s'agit de l'un des nombreux lacs salés des vallées libres de glace des monts Transantarctiques. L'Onyx, la plus longue rivière d'Antarctique, se jette dans le lac Vanda.
Le lac Vanda ne contient aucun poisson ; les seuls organismes vivants sont des microorganismes.
Sur sa côte, la Nouvelle-Zélande maintint la Vanda Station entre 1968 et 1995. Une station météorologique se situe néanmoins à l'embouchure de l'Onyx.